# Février 1903

## Événements
- Canada : fondation de la compagnie Domtar.

- 7 février : les Britanniques occupent sans difficultés Kano puis Sokoto en mars (nord du Nigeria). Les Haoussas reconnaissent leur autorité.
  - 30 000 guerriers s’opposent à 1 200 Britanniques à Sokoto.

- 26 février, Russie : manifeste impérial proclamant l’immutabilité du lot communal, mais aussi le droit des paysans de créer des tenures extérieures.

## Naissances
- 2 février : Frank McGrath, acteur américain († 13 mai 1967).
- 10 février : Nikolaï Podgorny, homme politique soviétique († 11 janvier 1983).
- 12 février : Louis Le Bouëdec, doyen masculin des Français († 21 août 2012).
- 13 février : Georges Simenon, écrivain belge († 4 septembre 1989).
- 15 février : Sarto Fournier, maire de Montréal.
- 16 février : Georges-Henri Lévesque, religieux et sociologue.
- 17 février : Cagancho (Joaquín Rodríguez Ortega), matador espagnol († 1er janvier 1984).
- 20 février : Joseph Schröffer, cardinal allemand de la curie romaine († 7 septembre 1983).
- 21 février :
  - Anaïs Nin, écrivaine franco-américaine († 1977).
  - Raymond Queneau, écrivain et poète français († 25 octobre 1976).
- 22 février : Morley Edward Callaghan, romancier, nouvelliste et animateur de radio et de télévision canadien († 1990).
- 25 février : King Clancy, joueur de hockey sur glace.
- 26 février : Giulio Natta, chimiste italien († 2 mai 1979).

## Décès
- 22 février : 
  - Hugo Wolf, compositeur autrichien (° 1860).
  - Helen Connon, universitaire néo-zélandaise (° 1859 ou 1860).
- 23 février : Jean Baptiste Clément, chansonnier et communard français (° 1836).